# 成田市立大須賀小学校
成田市立大須賀小学校（なりたしりつ おおすかしょうがっこう）は、千葉県成田市伊能にあった公立小学校。

## 概要
「みんな仲良し  明るく元気な大須賀っ子」を育てることを学校教育目標に、しっかり学び合う子、強い心と思いやり豊かな子、健康で丈夫な子の育成に努めている。学区は伊能、奈土地区を中心に９つのブロックで成り立ち、特に伊能地区は中世鎌倉時代からの歴史ある神社仏閣が点在している。

## 沿革
- 1908年（明治41年）7月 - 大須賀尋常高等小学校が創立。
- 1941年（昭和16年）4月 - 大須賀村国民学校と改称される。
- 1947年（昭和22年）4月 - 大須賀村立大須賀小学校と改称。
- 1955年（昭和30年） - 町村合併に伴い、大栄町立大須賀小学校となる。
- 1956年（昭和31年）4月 - 第三分教場が分離独立して、大栄町立櫻田小学校が分離独立。
- 2006年（平成18年）3月 - 1市2町合併（成田市、下総町、大栄町）により、成田市立大須賀小学校と改称する。
- 2008年（平成20年）10月 - 創立100周年記念式典を開催する。
- 2021年（令和3年）3月 - 閉校
- 2021年（令和3年）4月 - 大須賀運動施設になる。

## 学区
伊能、奈土、柴田、南敷の一部、横山の一部、一坪田の一部

## 進学
- 成田市立大栄みらい学園